# Castle Rock (Washington)
Pour les articles homonymes, voir Castle Rock.
Castle Rock est une ville du comté de Cowlitz, dans l’État de Washington, aux États-Unis.